# Subprefectura de Lapa
La subprefectura de Lapa es una de las 32 subprefecturas de la ciudad de São Paulo, siendo regida por la Ley Nº 13,999 del 1 de agosto del 2002. 
Está conformada por seis distritos: Lapa, Barra Funda, Perdizes, Vila Leopoldina, Jaguaré y Jaguara, que sumados representan un área de 40,1 kilómetros cuadrados y una población de 305.536 habitantes. 
La evolución que ha experimentado el distrito de Lapa en los últimos cincuenta años ha permitido varios cambios importantes, siendo reconocido en la actualidad como uno de los distritos con mejor infraestructura urbana como la terminal intermodal Palmeiras-Barra Funda, varios centros comerciales, universidades y el renombrado Memorial da América Latina . 